# グラウコン
グラウコン（グラウコーン、古希: Γλαύκων、Glaukōn、英: Glaucon）は、古代ギリシャの哲学者であるプラトンの次兄。アデイマントスの弟。

## 『国家』
プラトンの主著『国家』2巻〜10巻では、兄のアデイマントスと共に、哲学者のソクラテスとの対話役として登場させられている。
その中で、人はなぜ公正に振舞うのか、それが正しい事だからなのか、或いは罰や報酬による動機付けによって生まれた習慣なのかという議論をし、グラウコンがソクラテスに対し、あえて異論を唱え、ギュゲースの指輪の話を持ち出したことを機にギュゲースの指輪が人々に知られるようになった。
他にも、グラウコンがアデイマントスと共に詳細不詳の「メガラの戦い」で活躍したことや、家に猟犬や血統の良い鳥をたくさん飼っていることなどが述べられている。

## その他
『饗宴』と『パルメニデス』の冒頭でも、導入部の話者として登場させられている。
クセノポンの『ソクラテスの思い出』第3巻第6章では、演説下手な上に国政に無知なのに、国政に関わろうとしてソクラテスに諌められた人物として言及されている。
ディオゲネス・ラエルティオスの『ギリシア哲学者列伝』第2巻第14章には、ソクラテスの関係人物の1人として、彼を扱う項目が設けられており、
- 『ペイデュロス』
- 『エウリピデス』
- 『アミュンティコス』
- 『エウティアス』
- 『リュシテイデス』
- 『アリストパネス』
- 『ケパロス』
- 『アナクシぺモス』
- 『メネクセノス』

という9篇の対話篇が彼名義の真作として残されていたこと、また他にも偽作と思われるものが32篇現存していたことが記されている。